# LM358

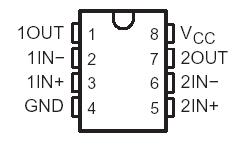
Reprezentarea principiului de funcționare al circuitului integrat LM358.

LM358 indică un circuit integrat cu 8 pini, care conține două amplificatoare operaționale cu putere redusă. Integratul LM358 este proiectat pentru utilizări generale, cum ar fi amplificatoare, filtre de trecere înalte și mici, filtre de bandă de frecvență foarte mică și adaosuri analogice și fiind compensat intern, poate fi configurat ca un tampon cu un câștig de 1.

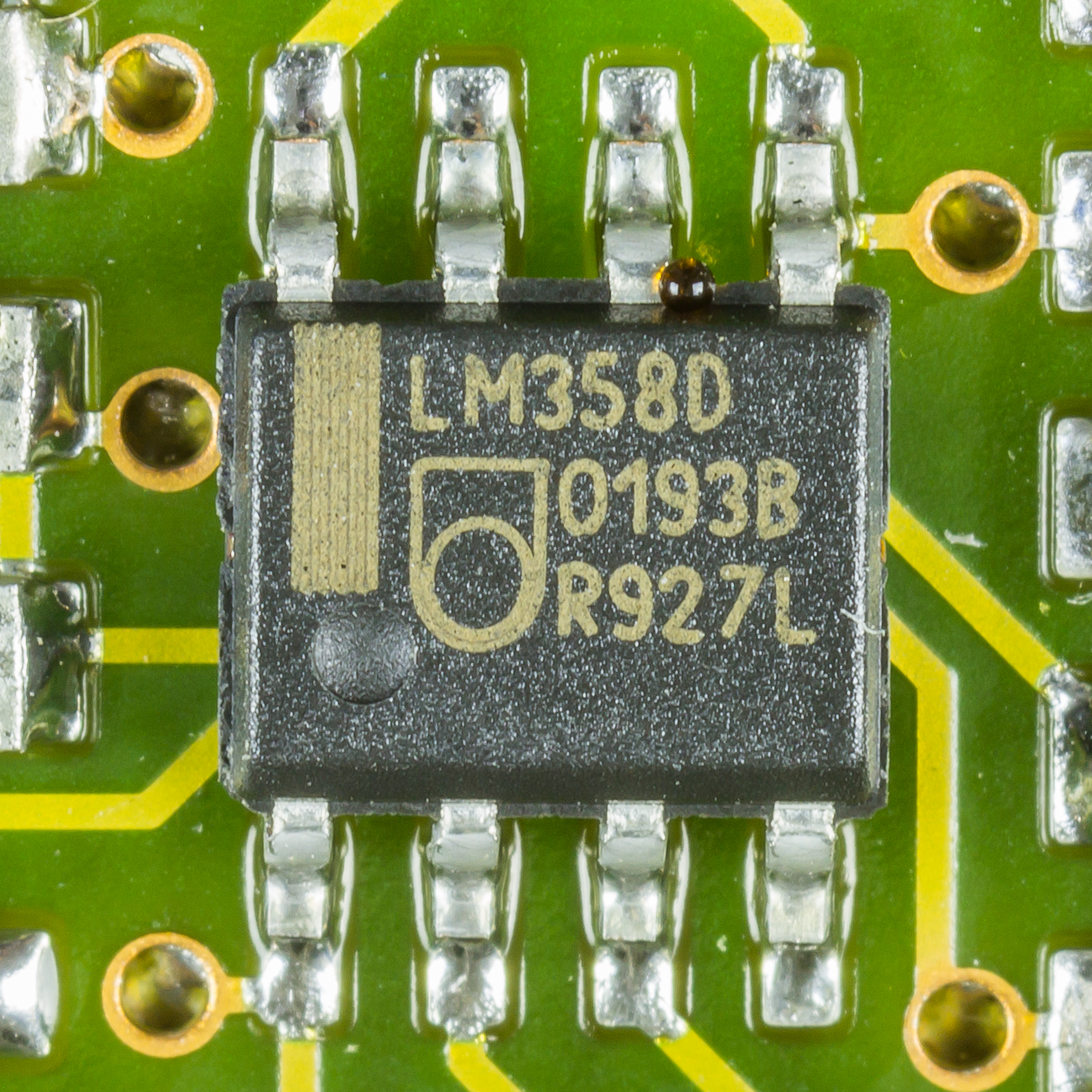
Circuitul integrat LM358 produs de Philips

Familia de componente LM358 a luat naștere pentru a costa puțin chiar și în detrimentul performanței.
Una dintre particularitățile acestei unități integrate este aceea că a fost proiectată să funcționeze cu o singură sursă de curent continuu cuprinsă între un minim de 3V și un maxim de 32V, chiar dacă de obicei se așează pe niveluri cuprinse între 5V și 15V. De fapt, în timp ce majoritatea circuitelor integrate care conțin operațiuni au nevoie de două surse de alimentare, una pozitivă și una negativă, LM358 poate fi conectat doar la sursa de alimentare pozitivă, în timp ce alimentarea negativă este înlocuită de sol. Cu toate acestea, în funcție de cerințe, sursa de alimentare negativă poate fi introdusă și prin conectarea pinului numit la sol al unei alimentări. În regimul de alimentare dublu, intervalul de tensiune este de ±1,5 ÷ 16V.